# Byladalu, Kadur
Byladalu là một làng thuộc tehsil Kadur, huyện Chikmagalur, bang Karnataka, Ấn Độ.